# George Biddell Airy
Sir George Biddell Airy [džórdž bídel éjri], PRS, angleški astronom in matematik, * 27. julij 1801, Alnwick, grofija Northumberland, Anglija, † 2. januar 1892, Greenwich, sedaj del Londona, Anglija.

## Življenje in delo
Airy je študiral matematiko v Cambridgeu, kjer je bil najprej tudi predstojnik observatorija, profesor matematike in astronomije, 7. kraljevi astronom in predstojnik Kraljevega observatorija Greenwich v letih 1835 do 1881. Observatorij Greenwich je pod njegovim vodstvom postal vodilni observatorij tistega časa. Kmalu po diplomi je leta 1823 prejel Smithovo nagrado, ki jo podeljujejo raziskovalnim študentom za teoretično fiziko in uporabno matematiko od leta 1768. Decembra 1827 je kot enajsti Lucasov profesor matematike nasledil Thurtona, vendar je zasedal stolico le leto, saj so ga leta 1828 izvolili za šestega Plumeovega profesorja astronomije in predstojnika novega cambriškega observatorija.
Delal je na področju astronomije in optike. Ukvarjal se je z analizami gibanja planetov, z načrtovanjem novih inštrumentov, z izboljšavami optičnih sestavov v astronomskih inštrumentih, z nebesno mehaniko, gravitacijo, Zemljinim magnetnim poljem. Izboljšal je metode praktične astronomije. Airy je bil prvi, ki je predlagal da skozi observatorij Greenwich položijo ničelni poldnevnik Zemlje. Leta 1850 je v Kraljevem observatoriju Greenwich postavil tranzitni krog. Z lego tega inštrumenta so kasneje izbrali Zemljin ničelni poldnevnik.
Znane so Airyjeve astronomske meritve s pomočjo daljnogleda, ki je napolnjen z vodo (1871). S tem problemom se je ukvarjal tudi Bošković (1766). Razvil je teorijo o zgradbi Zemlje, po kateri plavajo trdne celinske plošče na tekoči sredici. Slika točkastega svetila, ki nastane v gorišču leče ali zrcala, se imenuje po njem, Airyjev disk. Odkril je astigmatizem, napako človeškega očesa.

### Odkritje Neptuna
K njemu je prišel s papirji Adams, ki je leta 1845 končal preračune Neptunove poti. Ko so kmalu po odkritju Urana videli, da njegova lega med zvezdami odstopa od predvidene in ugotovili, da Jupiter in Saturn ne motita gibanja šestega planeta, sta nastali dve možni rešitvi. Prva, ki jo je zagovarjal Airy, naj bi popravila Newtonov splošni gravitacijski zakon, ker ne bi veljal za tako velike razdalje. Druga, ki jo je zagovarjal Adams, pa je kazala na to, da je za motnje v gibanju Urana kriv še neznani, sedmi planet. Ker je bil Adams mlad in vase zaprt mladenič, svojih rezultatov ni poslal v objavo Kraljevi astronomski družbi, temveč jih je poslal Challisu. Ta je pismo poslal Airyju skupaj s prošnjo, naj sprejme in se pogovori z mladim astronomom. Adams je odpotoval v Greenwich, da bi se srečal z Airyjem. Prvič ga ni bilo v Greenwichu, drugič pa se je, morda nenamerno, do mladega teoretika vedel dokaj osorno. Adams mu je, razočaran nad srečanjem, pustil kopijo svojih izračunov in se vrnil v Cambridge. Kmalu je od Airyja prejel pismo, v katerem ga je kraljevi astronom spraševal, če njegovi rezultati v enaki meri pojasnjujejo tako odstopanja v oddaljenosti Urana kot tudi odstopanja v njegovi legi na nebu. Adams se je, zbegan zaradi Airyjeve brezbrižnosti, na katero je naletelo njegovo neprecenljivo delo, odločil, da na pismo ne bo odgovoril. Nekaj mesecev preden je Adams končal s svojimi računi je Arago, predstojnik pariškega observatorija, predlagal svojemu sodelavcu Le Verrierju, da razišče možnost obstoja neznanega planeta, ki bi povzročal motnje v gibanju Urana. Le Verrier se je dela lotil na povsem drugačen način kot Adams. Že novembra 1845 je objavil članek, ki je govoril o tem, da niti Jupiter niti Saturn ne moreta povzročati razlik v gibanju Urana. Junija leta 1846, ko je vmes vneto računal, je objavil izračunano lego novega planeta. Airy se je na Le Verrierjev članek odzval podobno kot pri Adamsu. Tudi njega je v pismu spraševal, če njegova teorija pojasni tako odstopanja v oddaljenosti od Sonca kot odstopanja v legi na nebu. Le Verrier je takoj odgovoril, da njegova teorija pojasni obe odstopanji in istočasno prosil Airyja, če bi lahko v Greenwichu začeli iskati nov planet. Pariški observatorij je bil takrat slabše opremljen, astronomi pa so se bolj kot s praktičnim delom ukvarjali s teoretičnimi izračuni. Najboljši daljnogled v Angliji je bil v Cambridgeu. To je bil 300 mm refraktor. Načrte zanj, tako za optiko kot za ostale dele, je v celoti izdelal Airy in tudi dejavno sodeloval pri gradnji, ko je bil tam še profesor astronomije. Zato je za iskanje prosil Challisa, ta pa se je dela lotil površno in planeta ni odkril. Opazoval je štiri noči in si narisal lego vseh teles na področju, ki ga je v svojem pismu označil Le Verrier. Nato je na hitro pregledal 39 teles na risbah iz prve in iz zadnje noči. Ker nobeno od njih ni spremenilo lege, je pregledovanje opustil in se lotil drugega dela. Ko Le Verrier iz Anglije predolgo ni dobil nikakšrnega odgovora, je pisal v Berlin in prosil Gallea, če lahko on poišče novi planet. Galle je od predstojnika observatorija Enckeja dobil dovoljenje za začetek iskanja in že prvo noč 23. septembra 1846 je s pomočnikom d'Arrestom po komaj uri iskanja našel zvezdo, ki je ni bilo na njihovi zvezdni karti. »Zvezda« se je nahajala samo 52" od mesta, ki ga je izračunal Le Verrier in je v naslednjih urah spremenila svojo lego med zvezdami. To je bil novi planet. Galle je takoj naslednji dan pisal Le Verrierju. Pariški in berlinski observatorij sta slavila veliko zmago. Kasneje so seveda ugotovili, da so bili tudi Adamsovi računi pravilni in danes štejemo oba, Le Verrierja in Adamsa za odkritelja Neptuna. Lahko si predstavljamo, kakšen škandal je nastal v Angliji, ko se je razvedelo, kakšno priložnost sta zapravila Airy in Challis. V zgodovini astronomije bi lahko bilo zapisano: sedmi planet je odkril angleški astronom Challis po izračunih mladega angleškega astronoma Adamsa z daljnogledom, ki ga je skonstruiral angleški kraljevi astronom Airy, vendar je splet okoliščin narekoval drugačno zgodbo.
Znani sta Airyjevi funkciji, ki sta rešitvi najpreprostejše diferencialne enačbe drugega reda:
{\displaystyle {\frac {\mathrm {d} ^{2}y}{\mathrm {d} x^{2}}}-xy=0\!\,.}
Funkciji se v matematiki označujeta kot Ai(x) in Bi(x). Airy ju je zapisal leta 1838 pri proučevanju optike. Matematični zapis je uvedel sir Harold Jeffreys. Funkcija Bi(x) se včasih imenuje tudi Bairyjeva funkcija. Airyjevi funkciji se rabita na mnogih področjih fizike, tako v klasični kot v kvantni fiziki.

## Priznanja
Leta 1872 so ga povzdignili v viteški red.

### Nagrade
Leta 1831 je za svoje znanstvene dosežke prejel Copleyjevo medaljo Kraljeve družbe iz Londona.
Kraljeva astronomska družba (RAS) mu je leta 1833 in 1846 podelila zlati medalji. Leta 1845 je skupaj z Beckom prejel kraljevo medaljo Kraljeve družbe.

### Poimenovanja
Po njem se imenujeta kraterja na Luni (Airy) in Marsu (Airy). Krater Airy-0 je leta 1969 na podlagi fotografij sond Mariner 6 in 7 izbral Merton E. Davies za lego Marsovega ničtega poldnevnika.